# 弗兰克·克里茨
弗兰克·克里茨（英語：Frank Kriz，1894年3月26日—1955年1月11日），美国男子竞技体操运动员。他曾代表美国获得1924年夏季奥运会体操比赛男子跳马金牌。他也参加了1920年和1928年夏季奥运会。